# マヌ・カチェ
マヌ・カチェ（Manu Katché、1958年10月27日 - ）は、フランスのドラマー、ボーカリスト。

## 来歴
ヴァル＝ド＝マルヌ県サン＝モール＝デ＝フォッセ生まれ。父親はコートジボワール出身、母親はフランス人。7歳からピアノを習い、音楽大学でパーカッションを習得した。作曲も多く手がけているが、マヌ・カチェの真骨頂はその激しく、洗練され、かつユニークとも評されるそのドラム演奏にある。
彼の名は、1986年に発売され大ヒットしたピーター・ガブリエルのアルバム『So』のセッションに加わったことで一気に有名になった。その後は、ポップやロック音楽の分野で、アル・ディ・メオラ、ダイアー・ストレイツ、ジョー・サトリアーニ、スティング、ユッスー・ンドゥールやピーター・ガブリエルなどのミュージシャンのレコーディングやライブに数多く参加している。
2005年9月12日には2枚目のソロ・アルバム『ネイバーフッド』をECMより発表。そこには、そのタイトルが示す通り、ヤン・ガルバレク（サクソフォーン）、トーマス・スタンコ（トランペット）、マルチン・ボシレフスキ（ピアノ）、スラボニール・スラヴォミル・クルキェヴィッツ（ダブルベース）といった、彼の知己である錚々たるタレントが集結している。
また、ヤマハと共同で「子供向けの本格的な小型ドラム」というコンセプトのコンパクトドラム・キット「Junior Kit」開発や、ジルジャン社へのドラムスティック設計アイデア提供（マニュ・カチェ・モデル）など、楽器の開発にも協力している。

## ディスコグラフィ

### ソロ・アルバム
- 『イッツ・アバウト・タイム』 - It's About Time (1992年、BMG)
- 『ネイバーフッド』 - Neighbourhood (2005年、ECM)
- 『プレイグラウンド』 - Playground (2007年、ECM)
- 『サード・ラウンド』 - Third Round (2010年、ECM)
- 『マヌ・カッチェ』 - Manu Katche (2012年、ECM)
- Touchstone For Manu (2014年、ECM)
- Unstatic (2016年、Anteprima)[3]
- The Scope (2019年、Anteprima)

### 主なセッション参加アルバム
- ピーター・ガブリエル : 『So』 - So (1986年)
- スティング : 『ナッシング・ライク・ザ・サン』 - Nothing Like the Sun (1987年)
- ロビー・ロバートソン : 『ロビー・ロバートソン』 - Robbie Robertson (1987年)
- ポール・ヤング : 『アザー・ヴォイセズ』 - Other Voices (1990年)
- スティング : 『ソウル・ケージ』 - The Soul Cages (1991年)
- ダイアー・ストレイツ : 『オン・エヴリー・ストリート』 - On Every Street (1991年)
- ジョー・サトリアーニ : 『ジョー・サトリアーニ』 - Joe Satriani (1995年)
- 宮沢和史 : 『Sixteenth Moon』 (1998年)
- スティング : 『ブラン・ニュー・デイ』 - Brand New Day (1999年)
- スティング : 『…オール・ディス・タイム』 - ...All This Time (2001年)
- ピーター・ガブリエル : 『UP』 - Up (2002年)
- スティング : 『セイクレッド・ラヴ』 - Sacred Love (2003年)
- スティング : 『ザ・ブリッジ』 - The Bridge (2021年)